# Builsa Norte (distrito)
Builsa Norte es un distrito municipal de la región Alta Oriental de Ghana. En septiembre de 2018 tenía una población estimada de 67 190 habitantes.
Se encuentra ubicado al noreste del país, cerca de la frontera con Burkina Faso y Togo.
Fue creado en 2012, cuando el Distrito de Builsa se dividió en Builsa Norte y Builsa Sur.